# يان والش (لاعب دوري الرغبي)
يان والش (بالإنجليزية: Ian Walsh)‏ هو لاعب دوري الرغبي أسترالي، ولد في 20 مارس 1933 في Bogan Gate ‏ في أستراليا، وتوفي في 4 أبريل 2013 في فوربس ‏ في أستراليا.